# Kozliv
Kozliv (ucraniano: Козлі́в; polaco: Kozłów; yidis: קאָזלעוו Kozlev) es un asentamiento de tipo urbano de Ucrania, perteneciente al raión de Ternópil en la óblast de Ternópil.
En 2017, el asentamiento tenía una población de 1804 habitantes. Desde 2020 es sede de un municipio con una población total de unos cuatro mil habitantes, en el que se incluyen como pedanías cuatro pueblos: Dmujivtsí, Pokropyvna, Slobidka y Táuriv.
Se ubica a orillas del río Vysushka, en el centro del triángulo formado por Ternópil, Kozová y Zbóriv.

## Historia
Se conoce la existencia del asentamiento desde el siglo XV, cuando aparece en documentos de Casimiro IV Jagellón como un pueblo habitado principalmente por eslavos orientales. En 1502, Alejandro I Jagellón otorgó Kozliv como feudo a la diócesis católica de Leópolis, dando a Kozliv el estatus de ciudad. El asentamiento medieval fue destruido por los tártaros en 1575 y reconstruido en las décadas posteriores, con el asentamiento de numerosos nuevos pobladores polacos y judíos. Sin embargo, los tártaros volvieron a destruir la ciudad en 1649 y 1672.
En la partición de 1772 pasó a formar parte del Imperio Habsburgo, en el que conservó el estatus de villa. A finales del siglo XIX llegó a alcanzar tres mil quinientos habitantes, repartidos a partes iguales entre polacos, judíos y ucranianos. En 1919 pasó a formar parte de la Segunda República Polaca, en la cual comenzó el declive de la localidad, que pasó a considerarse un pueblo. En la Segunda Guerra Mundial, el pueblo fue gravemente dañado por los invasores alemanes, y la RSS de Ucrania lo repobló en las décadas siguientes como un asentamiento habitado casi exclusivamente por ucranianos. Adoptó el estatus de asentamiento de tipo urbano en 1961. Hasta 2020 pertenecía al raión de Kozová.